# Ян Паинг
Ян Паинг (бирм. ရန်ပိုင်; 27 ноября 1983) — мьянманский футболист, нападающий клуба «Яданабоун». Выступал в сборной Мьянмы.

## Карьера
С 2002 года выступал в составе ведущего клуба Мьянмы — «Финанс энд Ревеню». В её составе семь раз становился чемпионом страны. В 2009 году перешёл в «Яданабоун». По итогам чемпионата Мьянмы 2009/10 года был признан лучшим игроком чемпионата. В составе нового клуба четырежды стал чемпионом Мьянмы.

## Игры в сборной
Первый свой гол в сборной забил в матче группового турнира на Играх Юго-Восточной Азии 2001 года в ворота сборной Сингапура. А мяч, забитый в ворота индонезийцев принёс победу в матче за третье место.
Участвовал в групповом раунде чемпионата АФФ 2002 года.
В 2007 году участвовал в Кубке Мердека, в составе мьянманской сборной стал лучшим бомбардиром турнира и серебряным призёром.
В 2008 году участвовал в играх Кубка вызова.

## Достижения
- Победитель Мьянманской Премьер-Лиги — 2002, 2003, 2004, 2005, 2006, 2007, 2008
- Победитель Мьянманской Суперлиги — 2010, 2014, 2016
- Бронзовый призёр Игр Юго-Восточной Азии — 2001
- Серебряный призёр Кубка Мердека — 2007
- Обладатель Кубка Президента АФК — 2010